# 뇌경색
뇌경색(腦梗塞, cerebral infarction)은 뇌의 혈관이 막혀 뇌의 일부가 죽는 질병이다. 주 원인은 혈전으로, 뇌 혈관이 막히는 위험 인자는 혈전이 생기게 하는 모든 생활습관병이며 그 중에서 가장 큰 원인은 고혈압이다. 
주로 겨울철 노인에게 잘 발생한다. 뇌의 한쪽에서 생기는 경우가 많으므로 한 쪽 팔다리가 마비되는 것이 가장 전형적인 증상이다. 뇌경색은 하루 만에 좋아지는 일과성 뇌허혈증, 즉 TIA가 있고 그외에 시간의 경과에 따라 나누기도 한다. 치료는 항혈전치료, 즉 혈전을 녹이는 약을 쓰는 것이 가장 좋은 치료이지만 시간의 제한이 있다. 즉 뇌출혈의 위험이 있으므로 항혈전 치료는 3시간 이내에 하는 것이 좋다. 최대 12-24시간까지 항혈전제를 사용할 수 있다고는 하나 시간이 지날수록 뇌출혈의 위험이 커진다.

## 같이 보기
- 중풍
- 뇌동맥류